# Rogowo (Rypin)
Rogowo è un comune rurale polacco del distretto di Rypin, nel voivodato della Cuiavia-Pomerania.
Ricopre una superficie di 139,8 km² e nel 2004 contava 4 762 abitanti.